# Vierer-Kajak

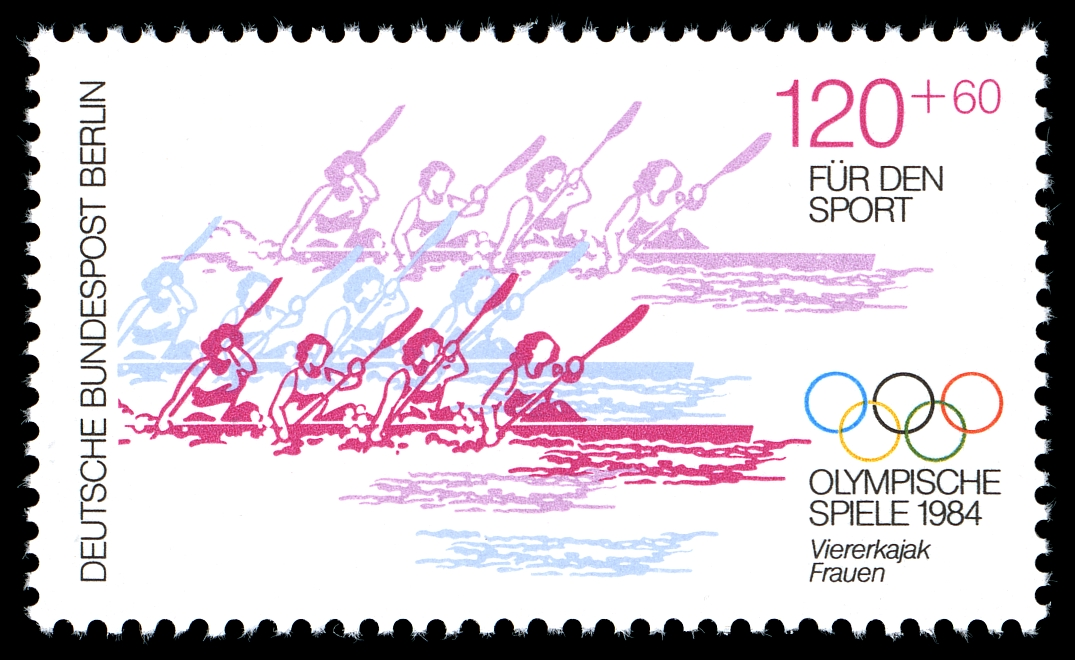
Briefmarke 1984

Vierer-Kajak (K4) (auch Kajak-Vierer) ist eine Bootsklasse im Kanusport. Es handelt sich dabei um ein Kajak, das von vier sitzenden Personen mit einem Doppelpaddel bewegt wird. Es wird als Wettkampfdisziplin im Kanurennsport und vereinzelt Kanumarathon gefahren.
Der Vierer-Kajak ist die schnellste Bootsklasse im Kanurennsport (auch schneller als größere Bootsklassen wie Achter-Canadier oder Drachenboot). Das Boot wird auch als Mannschaftsboot bezeichnet.

## Technik
Das Paddel wird in der Regel abwechselnd auf der rechten und der linken Seite des Bootes eingesetzt. Alle Paddler setzen das Paddel dabei möglichst synchron ein.

## Ausstattung
Da mit diesen Booten möglichst schnelle Zeiten erreicht werden sollen, sind sie nur sehr spartanisch ausgestattet: Sie besitzen vier Sitzschalen, meist aus Hartplastik, die je nach Einsatzgebiet unterschiedliche Formen aufweist, und vier Stemmbretter, dies sind Bretter oder Platten im inneren des Bootes, gegen die die Füße gestemmt werden, um eine bequemere Sitzposition und eine optimierte Kraftübertragung zu erreichen. Ein Stemmbrett kann aus Holz, Plaste oder Metall bestehen. Außerdem ist am Stemmbrett des Schlagmannes (vorderer Fahrer) ein Fußsteuer befestigt, über welches er mit Hilfe von Seilen eine Steuerflosse am Heck des Bootes bewegt, um die Richtung ebendieses zu beeinflussen. Im Kanurennsport befindet sich kurz vor dem Stemmbrett noch ein Metallstab mit Schaumstoffpolsterung. Zwischen diese Rolle und dem Stemmbrett werden dann die Füße geklemmt, um eine bessere Fixierung der Füße zu erreichen und das Boot gezielt auf und ab bewegen zu können.

## Disziplinen
Der Vierer-Kajak der Damen  und der Herren (jeweils über 500 m) ist im Kanurennsport eine olympische Sportdisziplin. Darüber hinaus werden Welt-, Europa- und nationale Meisterschaften in dieser Bootsklasse durchgeführt (jeweils über 200, 500 und 1000 m).
Im Kanumarathon gibt es keine offiziellen Meisterschaften in dieser Bootsklasse, jedoch verschiedene nationale internationale Rennen.

## Bootsmaße
Der K4 im Kanurennsport und Kanumarathon ist max. 1100 cm lang und hat mindestens ein Gewicht von 30 kg (Rennsport). Die Breite des Bootes ist seit 2001 nicht mehr festgelegt. Die Boote sind seitdem zunehmend schmaler geworden, moderne Boote sind oft nur ca. 40 cm breit.